# Hypopycna
Hypopycna är ett släkte av skalbaggar som beskrevs av Étienne Mulsant och Claudius Rey 1880. Hypopycna ingår i familjen kortvingar.
Släktet innehåller bara arten Hypopycna rufula.